# Сампайо, Валентина
Валентина Сампайо — бразильская модель и актриса. Она стала первой открытой трансгендерной моделью Victoria’s Secret в августе 2019 года.

## Ранний период жизни
Валентина Сампайо родилась в рыбацкой деревне в Акирасе, штат Сеара, в северо-восточной части Бразилии . Её мать — школьный учитель, а отец — рыбак.
В восемь лет психолог опознал её как трансгендера, но она не стала называть себя Валентиной, пока ей не исполнилось 12 лет. Она сказала: «Я всегда чувствовала себя девушкой», и предпочитает не раскрывать, как её звали до того, как она выбрала имя Валентина, или в каком возрасте совершила трансгендерный переход .
Во многих интервью она говорила, что не подвергалась издевательствам за свою гендерную идентичность. Профиль Сампайо, опубликованный в 2017 году в « Нью-Йорк Таймс», упоминает, что её родители «всегда поддерживали её и очень гордились ею», и её одноклассники также принимали её: «они уже видели меня как маленькую девочку».
Сампайо сначала изучала архитектуру в Форталезе, но в 16 лет бросила учёбу в колледже моды. Именно там визажист обнаружил её и подписал в модельное агентство Сан-Паулу .

## Модельная карьера
В 2014 году компания по производству одежды уволила Сампайо с её первой работы моделью из-за её трансгендерной идентичности. Хотя она должна была участвовать в одной из рекламных кампаний, в компании, название которой Сампайо не раскрывает, ей сказали, что бренд консервативный, и их клиенты не воспримут трансгендерную модель. Несмотря на это препятствие в самом начале карьеры, Валентина впервые покинула родной штат Сеара, чтобы сниматься в независимом фильме в Рио-де-Жанейро, премьера которого позже состоялась на Неделе моды в Сан-Паулу.
В ноябре 2016 года Валентина впервые вышла на подиум на Неделе моды в Сан-Паулу. Вскоре после этого представители L’Oréal сняли короткометражный фильм о Сампайо, который выпустили в Международный женский день, а позже компания сделала её одним из послов бренда компании Сампайо представляет L’Oréal Paris вместе с несколькими другими бразильскими моделями, в их числе: Граци Массафера, Таис Араужо, Жулиана Паэс, Изабели Фонтана, Эмануэла де Паула, Агата Морейра и София Абраан ..
В феврале 2017 года Сампайо привлекла внимание международных СМИ после того, как появилась на обложке Vogue Paris, став первой трансгендерной моделью, появившейся на обложке журнала. Позже в том же году она также появилась на обложках Vogue Brasil и Vogue Germany . Она — первая открытая трансгендерная женщина, которая также фигурирует на обложках обоих журналов. Другие обложки Сампайо включают Vanity Fair Italia, Elle Mexico и L’Officiel Turkiye. Она также работала с такими брендами, как Dior, H & M, Marc Jacobs, Moschino, L’Oréal и Philipp Plein.. Сейчас она подписана в нью-йоркском модельном агентстве The Lions .
В 2018 году её сфотографировали по дороге на кастинг 2018 Victoria’s Secret Fashion Show, но на работу тогда её не взяли.
В начале августа 2019 года Сампайо заявила о своей ассоциации с Victoria’s Secret PINK в своем аккаунте в Instagram. Она стала первой открыто транссексуальной моделью Victoria’s Secret. Её агент подтвердил, что VS PINK нанял Сампайо для фотосессии по каталогу, который выйдет где-то в августе. Почти во всех новостных источниках, которые освещали прием на работу Сампайо, упоминалось время между этим наймом и пресловутым интервью Vogue за ноябрь 2018 года, в котором директор по маркетингу родительской компании Victoria’s Secret Эд Разек отметил, что не считает, что шоу Victoria’s Secret Fashion Show должно привлекать транссексуалов.

## Фильмография

### Телевидение
| Год  | заглавие                                                            | символ |
| ---- | ------------------------------------------------------------------- | ------ |
| 2017 | A Força do Querer («Сила воли», английское название Edge of Desire) | сама   |

### Фильм
| Год  | заглавие        | символ  |
| ---- | --------------- | ------- |
| 2017 | Беренис Прокура | Изабель |